# Liste der Wahlkreise und Wahlkreisverbände der Weimarer Republik
Die Liste der Wahlkreise und Wahlkreisverbände der Weimarer Republik enthält die Wahlkreise und Wahlkreisverbände für die Wahl zur Deutschen Nationalversammlung 1919 und die Reichstagswahlen im Deutschen Reich von 1920 bis 1933. Die Liste war ein Anhang des Reichswahlgesetzes vom April 1920.

## Wahlsystem
Für die Wahlen zum Reichstag der Weimarer Republik war Deutschland in 35 Wahlkreise eingeteilt, die wiederum zu Wahlkreisverbänden zusammengefasst waren. Das Wahlsystem der Weimarer Republik legte fest, dass einer Wahlkreisliste zunächst für je 60.000 Stimmen in einem Wahlkreis ein Sitz im Reichstag zugeteilt wurde. In einem zweiten Schritt wurden alle Reststimmen der verbundenen Listen im jeweiligen Wahlkreisverband zusammengerechnet. Für jeweils 60.000 dieser Reststimmen erhielten die verbundenen Listen wiederum einen Sitz, aber nur, wenn zumindest eine der Wahlkreislisten mindestens 30.000 Stimmen erzielen konnte. In einem dritten Verteilungsschritt wurden die Reststimmen der Wahlkreisverbände reichsweit zusammengefasst und wiederum wurde für jeweils 60.000 Stimmen ein Sitz für den Reichswahlvorschlag zugeteilt. Für einen verbleibenden Rest von mehr als 30.000 Stimmen gab es einen Sitz. Die Zahl der Sitze über den Reichswahlvorschlag war auf die Zahl der schon zugeteilten Wahlkreissitze beschränkt.
Die Einteilung der Wahlkreise und Wahlkreisverbände blieb von 1919 bis 1933 fast unverändert, einzige Ausnahmen waren der Wegfall der verlorenen Gebiete nach dem Versailler Vertrag und die Zusammenfassung der beiden schlesischen Wahlkreisverbände 1924, dadurch änderte sich reichsweit die Nummerierung.

## Wahlkreise 1919
Diese Einteilung war gültig für die Wahl zur Deutschen Nationalversammlung 1919. In Elsaß-Lothringen konnte die Wahl wegen der französischen Besetzung nicht stattfinden, in Posen wurde sie von der polnischen Bevölkerung boykottiert.
Wahlkreise:
| Nr.   | Name                                         | Gebiet |
| ----- | -------------------------------------------- | --- |
| 1     | Ostpreußen                                   | Provinz Ostpreußen |
| 2     | Westpreußen                                  | Provinz Westpreußen |
| 3     | Berlin                                       | Berlin in den Grenzen von 1919 |
| 4     | Potsdam I                                    | Regierungsbezirk Potsdam ohne die zum Wahlkreis 3 gehörenden Landkreise und Städte |
| 5     | Potsdam II                                   | Vom Regierungsbezirk Potsdam die Landkreise Teltow und Beeskow-Storkow sowie die Städte Charlottenburg, Berlin-Wilmersdorf, Berlin-Schöneberg und Neukölln                                                                     |
| 6     | Frankfurt/Oder                               | Regierungsbezirk Frankfurt, Provinz Grenzmark Posen-Westpreußen |
| 7     | Pommern                                      | Provinz Pommern |
| 8     | Posen                                        | Provinz Posen |
| 9     | Breslau                                      | Regierungsbezirk Breslau |
| 10    | Oppeln                                       | Provinz Oberschlesien |
| 11    | Liegnitz                                     | Regierungsbezirk Liegnitz |
| 12    | Magdeburg                                    | Regierungsbezirk Magdeburg, Freistaat Anhalt |
| 13    | Merseburg                                    | Regierungsbezirk Merseburg |
| 14    | Schleswig-Holstein                           | Provinz Schleswig-Holstein, vom Freistaat Oldenburg der Landesteil Lübeck |
| 15    | Aurich, Osnabrück, Oldenburg                 | Regierungsbezirke Aurich und Osnabrück, vom Freistaat Oldenburg der Landesteil Oldenburg |
| 16    | Hannover, Hildesheim, Lüneburg, Braunschweig | Regierungsbezirke Hannover, Hildesheim und Lüneburg, Freistaat Braunschweig |
| 17    | Westfalen-Nord                               | Regierungsbezirke Münster und Minden, Freistaat Lippe, Freistaat Schaumburg-Lippe, von der Provinz Hessen-Nassau der Landkreis Grafschaft Schaumburg, vom Freistaat Waldeck der Kreis Pyrmont                                  |
| 18    | Westfalen-Süd                                | Regierungsbezirk Arnsberg |
| 19    | Hessen-Nassau                                | Provinz Hessen-Nassau ohne die Landkreise Schmalkalden und Grafschaft Schaumburg, von der Rheinprovinz der Landkreis Wetzlar, Freistaat Waldeck ohne den Landkreis Pyrmont                                                     |
| 20    | Köln-Aachen                                  | Regierungsbezirke Köln und Aachen |
| 21    | Koblenz-Trier                                | Regierungsbezirk Koblenz ohne den Landkreis Wetzlar, Regierungsbezirk Trier, vom Freistaat Oldenburg der Landesteil Birkenfeld                                                                                                 |
| 22    | Düsseldorf-Ost                               | Vom Regierungsbezirk Düsseldorf die Städte und Landkreise Düsseldorf, Essen, Barmen, Elberfeld, Solingen, Remscheid, Lennep, Mettmann                                                                                          |
| 23    | Düsseldorf-West                              | Vom Regierungsbezirk Düsseldorf die Städte und Landkreise Neuß, Krefeld, München-Gladbach, Rheydt, Oberhausen, Sterkrade, Duisburg, Hamborn, Mülheim an der Ruhr, Kempen, Grevenbroich, Geldern, Kleve, Rees, Dinslaken, Moers |
| 24    | Oberbayern-Schwaben                          | Regierungsbezirke Oberbayern und Schwaben |
| 25    | Niederbayern-Oberpfalz                       | Regierungsbezirke Niederbayern und Oberpfalz |
| 26    | Franken                                      | Regierungsbezirke Mittelfranken, Oberfranken und Unterfranken |
| 27    | Pfalz                                        | Regierungsbezirk Pfalz |
| 28    | Dresden-Bautzen                              | Kreishauptmannschaften Dresden und Bautzen |
| 29    | Leipzig                                      | Kreishauptmannschaft Leipzig |
| 30    | Chemnitz-Zwickau                             | Kreishauptmannschaften Chemnitz und Zwickau |
| 31/32 | Württemberg                                  | Volksstaat Württemberg und Regierungsbezirk Sigmaringen |
| 33    | Baden                                        | Republik Baden |
| 34    | Hessen-Darmstadt                             | Volksstaat Hessen |
| 35    | Mecklenburg                                  | Freistaat Mecklenburg-Schwerin, Freistaat Mecklenburg-Strelitz, Hansestadt Lübeck |
| 36    | Thüringen                                    | Land Thüringen, Regierungsbezirk Erfurt, vom Regierungsbezirk Kassel der Landkreis Schmalkalden |
| 37    | Hamburg, Bremen, Stade                       | Freie und Hansestadt Hamburg, Freie Hansestadt Bremen, Regierungsbezirk Stade |
| 38    | Elsaß-Lothringen                             | Reichsland Elsaß-Lothringen |

## Wahlkreise und Wahlkreisverbände 1920
Diese Einteilung war gültig für die Reichstagswahl 1920.

### Wahlkreise
| Nr. | Name                        | Gebiet |
| --- | --------------------------- | --- |
| 1   | Ostpreußen                  | Provinz Ostpreußen |
| 2   | Berlin                      | Berlin in den Grenzen von 1919 |
| 3   | Potsdam II                  | Vom Regierungsbezirk Potsdam die Landkreise Teltow und Beeskow-Storkow sowie die Städte Charlottenburg, Berlin-Wilmersdorf, Berlin-Schöneberg und Neukölln                                                                     |
| 4   | Potsdam I                   | Regierungsbezirk Potsdam ohne die zum Wahlkreis 3 gehörenden Landkreise und Städte |
| 5   | Frankfurt/Oder              | Regierungsbezirk Frankfurt, Provinz Grenzmark Posen-Westpreußen |
| 6   | Pommern                     | Provinz Pommern |
| 7   | Mecklenburg                 | Freistaat Mecklenburg-Schwerin, Freistaat Mecklenburg-Strelitz, Hansestadt Lübeck |
| 8   | Breslau                     | Regierungsbezirk Breslau |
| 9   | Liegnitz                    | Regierungsbezirk Liegnitz |
| 10  | Oppeln                      | Provinz Oberschlesien |
| 11  | Magdeburg                   | Regierungsbezirk Magdeburg, Freistaat Anhalt |
| 12  | Merseburg                   | Regierungsbezirk Merseburg |
| 13  | Thüringen                   | Land Thüringen, Regierungsbezirk Erfurt, vom Regierungsbezirk Kassel der Landkreis Schmalkalden |
| 14  | Schleswig-Holstein          | Provinz Schleswig-Holstein, vom Freistaat Oldenburg der Landesteil Lübeck |
| 15  | Hamburg                     | Freie und Hansestadt Hamburg |
| 16  | Weser-Ems                   | Regierungsbezirke Aurich und Osnabrück, vom Freistaat Oldenburg der Landesteil Oldenburg, Freie Hansestadt Bremen |
| 17  | Ost-Hannover                | Regierungsbezirke Stade und Lüneburg |
| 18  | Süd-Hannover – Braunschweig | Regierungsbezirke Hannover und Hildesheim, Freistaat Braunschweig |
| 19  | Westfalen-Nord              | Regierungsbezirke Münster und Minden, Freistaat Lippe, Freistaat Schaumburg-Lippe, von der Provinz Hessen-Nassau der Landkreis Grafschaft Schaumburg, vom Freistaat Waldeck der Kreis Pyrmont                                  |
| 20  | Westfalen-Süd               | Regierungsbezirk Arnsberg |
| 21  | Hessen-Nassau               | Provinz Hessen-Nassau ohne die Landkreise Schmalkalden und Grafschaft Schaumburg, von der Rheinprovinz der Landkreis Wetzlar, Freistaat Waldeck ohne den Landkreis Pyrmont                                                     |
| 22  | Hessen-Darmstadt            | Volksstaat Hessen |
| 23  | Köln-Aachen                 | Regierungsbezirke Köln und Aachen |
| 24  | Koblenz-Trier               | Regierungsbezirk Koblenz ohne den Landkreis Wetzlar, Regierungsbezirk Trier, vom Freistaat Oldenburg der Landesteil Birkenfeld                                                                                                 |
| 25  | Düsseldorf-Ost              | Vom Regierungsbezirk Düsseldorf die Städte und Landkreise Düsseldorf, Essen, Barmen, Elberfeld, Solingen, Remscheid, Lennep, Mettmann                                                                                          |
| 26  | Düsseldorf-West             | Vom Regierungsbezirk Düsseldorf die Städte und Landkreise Neuß, Krefeld, München-Gladbach, Rheydt, Oberhausen, Sterkrade, Duisburg, Hamborn, Mülheim an der Ruhr, Kempen, Grevenbroich, Geldern, Kleve, Rees, Dinslaken, Moers |
| 27  | Oberbayern-Schwaben         | Regierungsbezirke Oberbayern und Schwaben |
| 28  | Niederbayern-Oberpfalz      | Regierungsbezirke Niederbayern und Oberpfalz |
| 29  | Franken                     | Regierungsbezirke Mittelfranken, Oberfranken und Unterfranken |
| 30  | Pfalz                       | Regierungsbezirk Pfalz |
| 31  | Dresden-Bautzen             | Kreishauptmannschaften Dresden und Bautzen |
| 32  | Leipzig                     | Kreishauptmannschaft Leipzig |
| 33  | Chemnitz-Zwickau            | Kreishauptmannschaften Chemnitz und Zwickau |
| 34  | Württemberg                 | Volksstaat Württemberg und Regierungsbezirk Sigmaringen |
| 35  | Baden                       | Republik Baden |

### Wahlkreisverbände
| Nr.  | Name                         | Zugehörige Wahlkreise                                        |
| ---- | ---------------------------- | ------------------------------------------------------------ |
| I    | Ostpreußen                   | 1 Ostpreußen                                                 |
| II   | Brandenburg I                | 2 Berlin, 3 Potsdam II                                       |
| III  | Brandenburg II               | 4 Potsdam I, 5 Frankfurt/Oder                                |
| IV   | Pommern-Mecklenburg          | 6 Pommern, 7 Mecklenburg                                     |
| V    | Niederschlesien              | 8 Breslau, 9 Liegnitz                                        |
| VI   | Oberschlesien                | 10 Oppeln                                                    |
| VII  | Sachsen-Thüringen            | 11 Magdeburg, 12 Merseburg, 13 Thüringen                     |
| VIII | Schleswig-Holstein – Hamburg | 14 Schleswig-Holstein, 15 Hamburg                            |
| IX   | Niedersachsen                | 16 Weser-Ems, 17 Osthannover, 18 Süd-Hannover – Braunschweig |
| X    | Westfalen                    | 19 Westfalen-Nord, 20 Westfalen-Süd                          |
| XI   | Hessen                       | 21 Hessen-Nassau, 22 Hessen-Darmstadt                        |
| XII  | Rheinland-Süd                | 23 Köln-Aachen, 24 Koblenz-Trier                             |
| XIII | Rheinland-Nord               | 25 Düsseldorf-Ost 26 Düsseldorf-West                         |
| XIV  | Bayern-Südost                | 27 Oberbayern-Schwaben, 28 Niederbayern-Oberpfalz            |
| XV   | Bayern-Nordwest              | 29 Franken, 30 Pfalz                                         |
| XVI  | Sachsen                      | 31 Dresden-Bautzen, 32 Leipzig, 33 Chemnitz-Zwickau          |
| XVII | Württemberg-Baden            | 34 Württemberg, 35 Baden                                     |

## Wahlkreise und Wahlkreisverbände 1924–1933

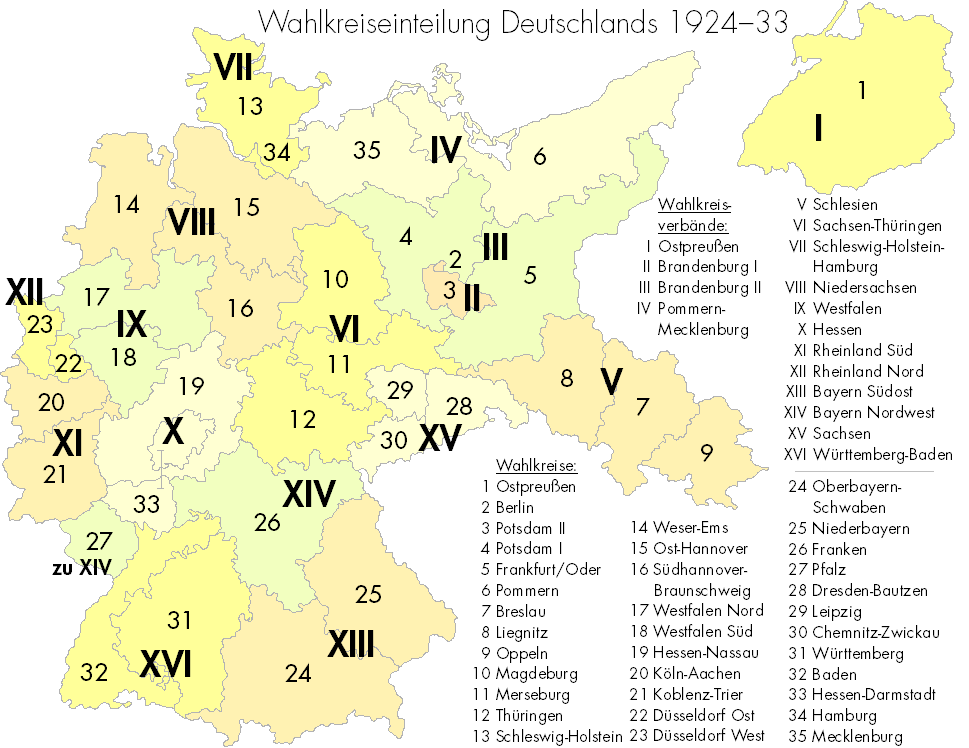
Wahlkreise und Wahlkreisverbände 1924–1933

Diese Einteilung war gültig für die Reichstagswahlen 1924 (Mai), 1924 (Dezember), 1928, 1932 (Juli), 1932 (November) und 1933 (März).

### Wahlkreise
| Nr. | Name                     | Gebiet |
| --- | ------------------------ | --- |
| 1   | Ostpreußen               | Provinz Ostpreußen |
| 2   | Berlin                   | Von Groß-Berlin die Bezirke Mitte, Wedding, Prenzlauer Berg, Friedrichshain, Kreuzberg und Tiergarten |
| 3   | Potsdam II               | Vom Regierungsbezirk Potsdam die Landkreise Teltow und Beeskow-Storkow, von Groß-Berlin die Bezirke Zehlendorf, Charlottenburg, Wilmersdorf, Schöneberg, Steglitz, Tempelhof, Neukölln, Treptow und Köpenick                    |
| 4   | Potsdam I                | Regierungsbezirk Potsdam ohne die Landkreise Teltow und Beeskow-Storkow, von Groß-Berlin die Bezirke Spandau, Reinickendorf, Pankow, Weißensee und Lichtenberg                                                                  |
| 5   | Frankfurt/Oder           | Regierungsbezirk Frankfurt, Provinz Grenzmark Posen-Westpreußen |
| 6   | Pommern                  | Provinz Pommern |
| 7   | Breslau                  | Regierungsbezirk Breslau |
| 8   | Liegnitz                 | Regierungsbezirk Liegnitz |
| 9   | Oppeln                   | Provinz Oberschlesien |
| 10  | Magdeburg                | Regierungsbezirk Magdeburg, Freistaat Anhalt |
| 11  | Merseburg                | Regierungsbezirk Merseburg |
| 12  | Thüringen                | Land Thüringen, Regierungsbezirk Erfurt, vom Regierungsbezirk Kassel der Landkreis Schmalkalden |
| 13  | Schleswig-Holstein       | Provinz Schleswig-Holstein, vom Freistaat Oldenburg der Landesteil Lübeck |
| 14  | Weser-Ems                | Regierungsbezirke Aurich und Osnabrück, vom Freistaat Oldenburg der Landesteil Oldenburg, Freie Hansestadt Bremen |
| 15  | Osthannover              | Regierungsbezirke Stade und Lüneburg |
| 16  | Südhannover-Braunschweig | Regierungsbezirke Hannover und Hildesheim, Freistaat Braunschweig |
| 17  | Westfalen Nord           | Regierungsbezirke Münster und Minden, Freistaat Lippe, Freistaat Schaumburg-Lippe, von der Provinz Hessen-Nassau der Landkreis Grafschaft Schaumburg                                                                            |
| 18  | Westfalen Süd            | Regierungsbezirk Arnsberg |
| 19  | Hessen-Nassau            | Provinz Hessen-Nassau ohne die Landkreise Schmalkalden und Grafschaft Schaumburg, von der Rheinprovinz der Landkreis Wetzlar, Freistaat Waldeck                                                                                 |
| 20  | Köln-Aachen              | Regierungsbezirke Köln und Aachen |
| 21  | Koblenz-Trier            | Regierungsbezirk Koblenz ohne den Landkreis Wetzlar, Regierungsbezirk Trier, vom Freistaat Oldenburg der Landesteil Birkenfeld                                                                                                  |
| 22  | Düsseldorf Ost           | Vom Regierungsbezirk Düsseldorf die Städte und Landkreise Düsseldorf, Essen, Barmen, Elberfeld, Solingen, Remscheid, Lennep, Mettmann                                                                                           |
| 23  | Düsseldorf West          | Vom Regierungsbezirk Düsseldorf die Städte und Landkreise Neuss, Krefeld, München-Gladbach, Rheydt, Oberhausen, Sterkrade, Duisburg, Hamborn, Mülheim an der Ruhr, Kempen, Grevenbroich, Geldern, Kleve, Rees, Dinslaken, Moers |
| 24  | Oberbayern-Schwaben      | Regierungsbezirke Oberbayern und Schwaben |
| 25  | Niederbayern             | Regierungsbezirke Niederbayern und Oberpfalz |
| 26  | Franken                  | Regierungsbezirke Mittelfranken, Oberfranken und Unterfranken |
| 27  | Pfalz                    | Regierungsbezirk Pfalz |
| 28  | Dresden-Bautzen          | Kreishauptmannschaften Dresden und Bautzen |
| 29  | Leipzig                  | Kreishauptmannschaft Leipzig |
| 30  | Chemnitz-Zwickau         | Kreishauptmannschaften Chemnitz und Zwickau |
| 31  | Württemberg              | Volksstaat Württemberg und Regierungsbezirk Sigmaringen |
| 32  | Baden                    | Republik Baden |
| 33  | Hessen-Darmstadt         | Volksstaat Hessen |
| 34  | Hamburg                  | Freie und Hansestadt Hamburg |
| 35  | Mecklenburg              | Freistaat Mecklenburg-Schwerin, Freistaat Mecklenburg-Strelitz, Hansestadt Lübeck |

### Wahlkreisverbände
| Nr.  | Name                         | Zugehörige Wahlkreise                                        |
| ---- | ---------------------------- | ------------------------------------------------------------ |
| I    | Ostpreußen                   | 1 Ostpreußen                                                 |
| II   | Brandenburg I                | 2 Berlin, 3 Potsdam II                                       |
| III  | Brandenburg II               | 4 Potsdam I, 5 Frankfurt/Oder                                |
| IV   | Pommern-Mecklenburg          | 6 Pommern, 35 Mecklenburg                                    |
| V    | Schlesien                    | 7 Breslau, 8 Liegnitz, 9 Oppeln                              |
| VI   | Sachsen-Thüringen            | 10 Magdeburg, 11 Merseburg, 12 Thüringen                     |
| VII  | Schleswig-Holstein – Hamburg | 13 Schleswig-Holstein, 34 Hamburg                            |
| VIII | Niedersachsen                | 14 Weser-Ems, 15 Osthannover, 16 Süd-Hannover – Braunschweig |
| IX   | Westfalen                    | 17 Westfalen-Nord, 18 Westfalen-Süd                          |
| X    | Hessen                       | 19 Hessen-Nassau, 33 Hessen-Darmstadt                        |
| XI   | Rheinland-Süd                | 20 Köln-Aachen, 21 Koblenz-Trier                             |
| XII  | Rheinland-Nord               | 22 Düsseldorf-Ost 23 Düsseldorf-West                         |
| XIII | Bayern-Südost                | 24 Oberbayern-Schwaben, 25 Niederbayern-Oberpfalz            |
| XIV  | Bayern-Nordwest              | 26 Franken, 27 Pfalz                                         |
| XV   | Sachsen                      | 28 Dresden-Bautzen, 29 Leipzig, 30 Chemnitz-Zwickau          |
| XVI  | Württemberg-Baden            | 31 Württemberg, 32 Baden                                     |